# Aphyosemion labarrei
Aphyosemion labarrei е вид лъчеперка от семейство Nothobranchiidae. Видът е незастрашен от изчезване.

## Разпространение
Разпространен е в Демократична република Конго.

## Описание
На дължина достигат до 5 cm.